# Sankt Michael im Lungau
Sankt Michael im Lungau, St. Michael im Lungau (baw. Michee) – gmina targowa w Austrii, w kraju związkowym Salzburg, w powiecie Tamsweg. Liczy 3558 mieszkańców (1 stycznia 2015).

## Współpraca
Miejscowość partnerska:
- Bad Leonfelden, Górna Austria